# 梅尼古特
梅尼古特（法語：Ménigoute，法語發音：[meniɡut]）是法国德塞夫勒省的一个市镇，属于帕尔特奈区。

## 地理
梅尼古特（46°29'43"N, 0°3'32"W）面积19.22 平方千米，位于法国新阿基坦大区德塞夫勒省，该省份为法国西部内陆省份，北起曼恩-卢瓦尔省，西接旺代省，南至夏朗德省和滨海夏朗德省，东临维埃纳省。
与梅尼古特接壤的市镇（或旧市镇、城区）包括：丰佩龙、圣热尔米耶、瓦勒、桑赛、莱沙特利耶。

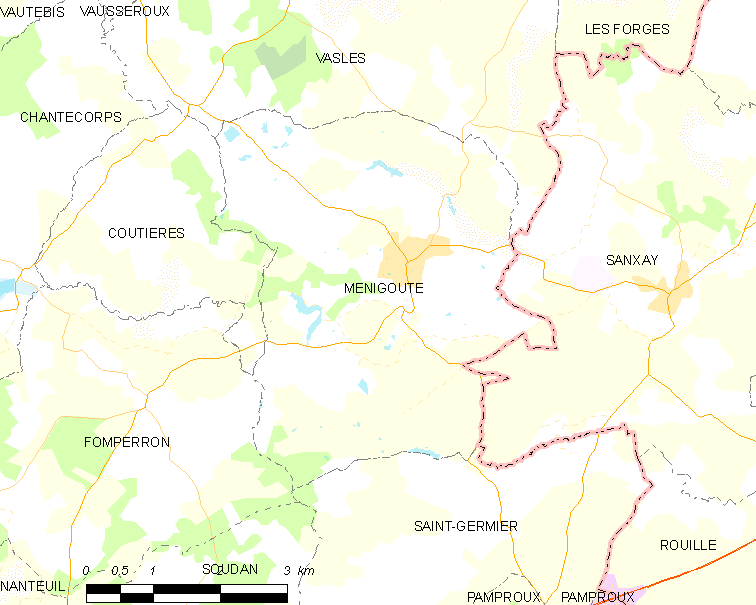
梅尼古特的OSM定位图

梅尼古特的时区为UTC+01:00、UTC+02:00（夏令时）。

## 行政
梅尼古特的邮政编码为79340，INSEE市镇编码为79176。

## 政治
梅尼古特所属的省级选区为拉加蒂讷县。

## 人口

1962-2008年间梅尼古特人口变化图示

梅尼古特于2022年1月1日时的人口数量为856人。